# Sepa
Sepa je bio drevni Egipćanin koji je živio u 3. dinastiji. 

## Biografija
Sepa je bio plemić blizak kralju. Naslovi su mu bili "odgovoran za kraljevske stvari" i "Najveći od Deset od Gornjeg Egipta". Također, bio je i svećenik Kertija, "Pastir Bijelog bika".
Sepa je imao ženu, Nesu. S njom je pokopan u Sakari, gdje su u grobnici pronađena tri kipa – jedan prikazuje Nesu, a drugi dva Sepu, koji je prikazan dvaput zbog svoje važnosti. 
Predivni kipovi Sepe i Nese danas se nalaze u Louvreu. Sepa je prikazan kao muškarac s crnom perikom na glavi i žezlom u ruci.